# Міністерство територіального розвитку Франції
Міністерство територіального розвитку (фр. Ministre de la Cohésion territoriale) — член кабінету міністрів уряду Франції, який відповідає за просторове планування та житлове будівництво. Поточний посадовий керівник — Жоель Жіро з La République En Marche! (LREM).
Посаду часто поєднували з портфелями громадських робіт (Équipement), транспорту (Transports), туризму (Tourisme) і моря (Mer). Міністерство об’єдналося з Міністерством екології, енергетики, сталого розвитку та розвитку територій після обрання Ніколя Саркозі президентом Франції. У 2009 році воно було відокремлено від Міністерства екології та отримало назву Міністерство сільської місцевості та просторового планування.

## Міністри територіального розвитку (1972–тепер)
- 12 липня 1972 – 28 травня 1974: Олів’є Гішар
- 29 березня 1977 – 26 вересня 1977: Жан-П’єр Фуркад
- 26 вересня 1977 – 22 травня 1981: Фернан Ікарт
- 22 травня 1981 – 22 березня 1983: Мішель Рокар
- 17 липня 1984 – 20 березня 1986: Гастон Деффер
- 20 березня 1986 – 10 травня 1988: П’єр Мееньері
- 15 травня 1991 – 2 квітня 1992: Мішель Делебарр
- 29 березня 1993 – 18 травня 1995: Чарльз Паскуа
- 18 травня 1995 – 7 листопада 1995: Бернард Понс
- 7 листопада 1995 – 4 червня 1997: Жан-Клод Годен
- 4 липня 1997 – 10 липня 2001: Домінік Войне
- 10 липня 2001 – 7 травня 2002: Ів Коше
- 7 травня 2002 – 31 березня 2004: Жан-Поль Делевуа
- 31 березня 2004 – 31 травня 2005: Жиль де Роб'єн
- 3 червня 2005 – 23 червня 2009: Юберт Фалько, державний секретар з питань територіального розвитку
- 23 червня 2009 – 16 травня 2012: Мішель Мерсьє, міністр сільських територій і просторового планування
- 16 травня 2012 – 2 квітня 2014: Сесіль Дюфло, міністр територіальної рівності та житлового будівництва
- 2 квітня 2014 – 11 лютого 2016: Сільвія Пінель, міністр територіальної рівності та житлового будівництва
- 11 лютого 2016 р. – 10 травня 2017 р.: Жан-Мішель Байлет, міністр просторового планування, сільської місцевості та територіальних громад, працював разом з Еммануель Коссе, міністром житлового будівництва та територіального розвитку
- 17 травня 2017 р. – 19 червня 2017 р.: Річард Ферран, міністр територіальної єдності
- 19 червня 2017 – 16 жовтня 2018: Жак Мезар, міністр територіальної єдності
- 16 жовтня 2018 р. – 5 березня 2022 р.: Жаклін Гуро – міністр територіальної єдності та зв’язків з місцевою владою
- 5 березня 2022 – 20 травня 2022 : Жоель Жіро як міністр територіальної єдності та відносин з місцевою владою
- 20 травня 2022 - 4 липня 2022 : Крістоф Бешу як міністр територіальної єдності та відносин з місцевою владою
- 4 липня 2022 - по теперішній час : Крістоф Бешу як міністр екологічного переходу та територіальної єдності та Каролін Кайо як міністр із зв'язків з місцевою владою